# Varanus telenesetes
Varanus telenesetes là một loài thằn lằn trong họ Varanidae. Loài này được Sprackland miêu tả khoa học đầu tiên năm 1991.